# ГЕС Антуко
ГЕС Антуко (ісп. Antuco) — гідроелектростанція в центральній частині Чилі у регіоні Біобіо (VIII Регіон). Знаходячись між ГЕС Абаніко та ГЕС Ель-Торо з одного боку та ГЕС Рукуе з іншого, входить до складу каскаду у сточищі річки Laja, яка дренує однойменне озеро та впадає праворуч у другу за довжиною річку країни Біобіо (досягає Тихого океану в місті Консепсьйон).
Ресурс для роботи ГЕС подається одразу з двох джерел:
1. Річку Laja за 0,5 км від виходу відвідного каналу ГЕС Абаніко та одразу після впадіння правої притоки Cipreses перекрили греблею довжиною 150 метрів. Вона відводить воду до прокладеного по правобережжю річки дериваційного каналу/тунелю довжиною 6,6 км (в тому числі два тунелі загальною довжиною 3 км та діаметром 5,7 і 4 метри), розрахованого на максимальний потік 50 м3/сек. Можливо також відзначити, що до Laja вище від греблі за допомогою каналу довжиною 0,65 км перекидається вода з річки Малакура (ліва притока Laja, що впадає в неї нижче за греблю). А до дериваційного тунелю приєднується відгалуження довжиною 0,16 км, яке подає воду з річки Ель-Торо (права притока Laja). Для переходу долини річки Полкура (велика права притока Laja) на трасі деривації споруджено сифон.
2. На Полкурі після виходу відвідного тунелю ГЕС Ель-Торо звели греблю висотою 27 метрів та довжиною 153 метри, яка утримує водосховище з об'ємом 1 млн м3. Від нього під правобережним гірським масивом прокладено дериваційний тунель довжиною 5 км та діаметром 6,6 метра, розрахований на максимальний потік 190 м3/сек.

Після зустрічі описаних вище двох тунелів починається об'єднаний дериваційний тунель довжиною 7,6 км та діаметром від 6,6 до 7,1 метра. На своєму шляху він приймає додатковий ресурс із річки  Pichipolcura за допомогою тунелю-відгалуження довжиною 1,75 метра та діаметром 3 метри. Після балансуючого резервуара висотою 80 метрів та діаметром 20 метрів починаються два напірні водоводи довжиною по 0,5 км та діаметром по 5 метрів.
За проєктом при середньорічній подачі ресурсу на рівні 120 м3/сек на водозабір з Laja мало припадати 39,3 м3/сек (в тому числі 2,2 м3/сек з Малакури та 2,5 м3/сек з Ель-Торо), а на водозабір з Полкури 76,3 м3/сек (в тому числі 39,6 м3/сек транзитом з озера Laja через ГЕС Ель-Торо, тоді як інша частина належала до природного стоку Полкури). Крім того, ще 4,4 м3/сек припадає на відбір води до об'єднаного дериваційного тунелю з Pichipolcura.
Машинний зал обладнали двома турбінами типу Френсіс потужністю по 160 МВт, які були запроєктовані при напорі у 190 метрів забезпечувати виробництво 1,8 млрд кВт·год електроенергії на рік. Утім, фактична подача ресурсу сильно залежить від рівня наповненості озера Laja. Так, у 2007 році виробіток склав лише 361 млн кВт·год.
Відпрацьована вода повертається в річку Laja по відвідному каналу довжиною понад 0,6 км.
Видача продукції відбувається по ЛЕП, розрахованій на роботу під напругою 220 кВ.